# 草野直清
草野 直清（くさの なおきよ）は、戦国時代の武将。相馬氏の家臣。

## 経歴
永正11年（1514年）、誕生
相馬氏14代当主・相馬顕胤に仕え、相馬中村城代となるなど重用されたが、顕胤の死後、主家に不満を抱いて青田顕治らと共に伊達輝宗に内通する。これに対して顕胤の子で15代当主・相馬盛胤は素早く反応し、直清は佐藤好信と相馬盛胤の嫡男・義胤の討伐軍に攻められて討死した。
その後、盛胤は「直清が謀反に組して命を失ったのは青田の企みに引き入れられたため」として、中村城に相馬隆胤を配し直清の後室と娘を養わせた。また、盛胤は直清の娘を黒木宗俊に娶わせようとしたが、結局は相馬一門筆頭家老の岡田直胤の室となったため、これを宗俊が不満に思い、後の黒木兄弟の謀反の原因の一つになったといわれている。
草野は今も相馬などと同じく、福島県浜通り地方の地名として残っている。